# プラウダ批判
プラウダ批判（プラウダひはん）は、1936年1月28日のソ連共産党中央委員会機関紙『プラウダ』に掲載された、ショスタコーヴィチのオペラ『ムツェンスク郡のマクベス夫人』を批判する社説のことである。1930年代のスターリン主義における、文化弾圧の代表的事件として知られている。また、社説掲載以後のショスタコーヴィチに対する冷遇を指すこともある。

## 内容
1930年代の共産党中央委員会執行部は、スターリン体制を確立するため、芸術も国家体制維持のために利用しようと考えていた。ソ連の作曲家には、「内容において社会主義的、形式において民族主義的」のスローガンの元、社会主義国家に役立つ音楽作りが求められた。
しかし、当時ソ連を代表する作曲家だったショスタコーヴィチは、それに反する西洋モダニズムの影響を受けた楽曲を数多く作っていた。特に大衆の間で大ヒットしていた『ムツェンスク郡のマクベス夫人』（1933年）は、不倫を題材にしたオペラであり、社会主義に役立つには程遠かった。そのため、当局にとってはモダニズム作曲家ショスタコーヴィチの存在は邪魔だった。当局はモダニズム作曲家の多くをシベリアに送る粛清措置をとっていたが、世界的に有名だったショスタコーヴィチには当該処置をとることができなかった。しかし、ショスタコーヴィチが政治色の乏しい歌劇で大衆の心を掴んでいる状況に当局は危機感を覚え、『プラウダ』の社説を用いて失脚を図ることにした。
1936年1月28日の『プラウダ』は、「音楽のかわりに荒唐無稽」という表題の社説を掲載した。この社説で『ムツェンスク郡のマクベス夫人』は、平明さを欠く分かりにくい卑猥な音楽であり、社会主義リアリズムを欠くブルジョワ・形式主義的な音楽であると糾弾された。また、同年2月6日の『プラウダ』では、バレエ『明るい小川』が「バレエの偽善」という表題のもとに批判された。
これらの社説は、ショスタコーヴィチの音楽活動に大きな影響を与えた。ソ連人民の間で、この『プラウダ』社説はスターリンの意思を反映したものと捉えられていたからである。ショスタコーヴィチの作品は『ムツェンスク郡のマクベス夫人』はもちろんのこと、ほとんどの作品が上演されなくなった。一緒に粛清されるのを恐れ、共に行動する者もいなくなった。ショスタコーヴィチ自身も、モダニズム色の強い交響曲第4番の初演を自身の意思でとりやめている（この作品は、1961年に初演するまで封印された）。
なお、ショスタコーヴィチはその後、1937年11月に初演された交響曲第5番により名誉を回復した。
プラウダ批判については、1947年のジダーノフ批判と比較されることが多い。両者は、ジダーノフ批判がソ連の主要作家・作曲家を対象に戦後スターリン主義の復活を目論んでいたのに対し、プラウダ批判はショスターコーヴィチ個人を対象にしていた点で大きく異なる。